# 南緯36度線
南緯36度線（なんい36どせん）は、地球の赤道面より南に地理緯度にして36度の角度を成す緯線。大西洋、インド洋、オーストララシア、太平洋、南アメリカを通過する。
この緯度の下では、夏至点時の可照時間は14時間37分であり、冬至点時の可照時間は9時間43分である。

## 通過する地域一覧
南緯36度線は、本初子午線から東に向かって以下の場所を通っている。
| 地理座標                                               | 国土・領土・領海 | 備考 |
| ------------------------------------------------------ | ---------------- | --- |
| 南緯36度0分 東経0度0分 / 南緯36.000度 東経0.000度      | 大西洋           | |
| 南緯36度0分 東経20度0分 / 南緯36.000度 東経20.000度    | インド洋         | |
| 南緯36度0分 東経136度41分 / 南緯36.000度 東経136.683度 | オーストラリア   | 南オーストラリア州 - カンガルー島 |
| 南緯36度0分 東経137度36分 / 南緯36.000度 東経137.600度 | インド洋         | デストレー湾 バックステアー水道 エンカウンター湾 |
| 南緯36度0分 東経139度28分 / 南緯36.000度 東経139.467度 | オーストラリア   | 南オーストラリア州 ビクトリア州 ニューサウスウェールズ州 ビクトリア州 ニューサウスウェールズ州 ビクトリア州 ニューサウスウェールズ州 ビクトリア州 ニューサウスウェールズ州 |
| 南緯36度0分 東経150度9分 / 南緯36.000度 東経150.150度  | 太平洋           | タスマン海 |
| 南緯36度0分 東経173度47分 / 南緯36.000度 東経173.783度 | ニュージーランド | 北島 |
| 南緯36度0分 東経174度29分 / 南緯36.000度 東経174.483度 | 太平洋           | ヘンアンドチキン諸島（ ニュージーランド） グレートバリアー島（ ニュージーランド）                                                                                          |
| 南緯36度0分 西経72度47分 / 南緯36.000度 西経72.783度   | チリ             | |
| 南緯36度0分 西経70度24分 / 南緯36.000度 西経70.400度   | アルゼンチン     | メンドーサ州とラ・パンパ州の州境 サンルイス州とラ・パンパ州の州境となる緯線である。                                                                                        |
| 南緯36度0分 西経57度21分 / 南緯36.000度 西経57.350度   | 大西洋           | |